# Akonadi
Akonadi is een opslagdienst voor persoonlijke informatie en metadata. Het is een van de hoofdbestandsdelen van KDE 4, alhoewel het ontworpen is om te werken in elke desktop-omgeving. Het is uitbreidbaar en biedt momenteel lees- en schrijftoegang.
Akonadi communiceert met servers om data op te halen en te verzenden via een specialiseerde API. Data kunnen ontvangen worden van Akonadi door een model dat ontworpen is om specifieke data te verzamelen (mail, kalender, contacten enz). Het programma zelf is een verzameling viewers (om iets te bekijken) en editors (bewerkingsgereedschappen) om de gebruiker data te laten invoeren. Akonadi ondersteunt ook metadata gemaakt door andere programma's.